# Abadía de Mont des Cats

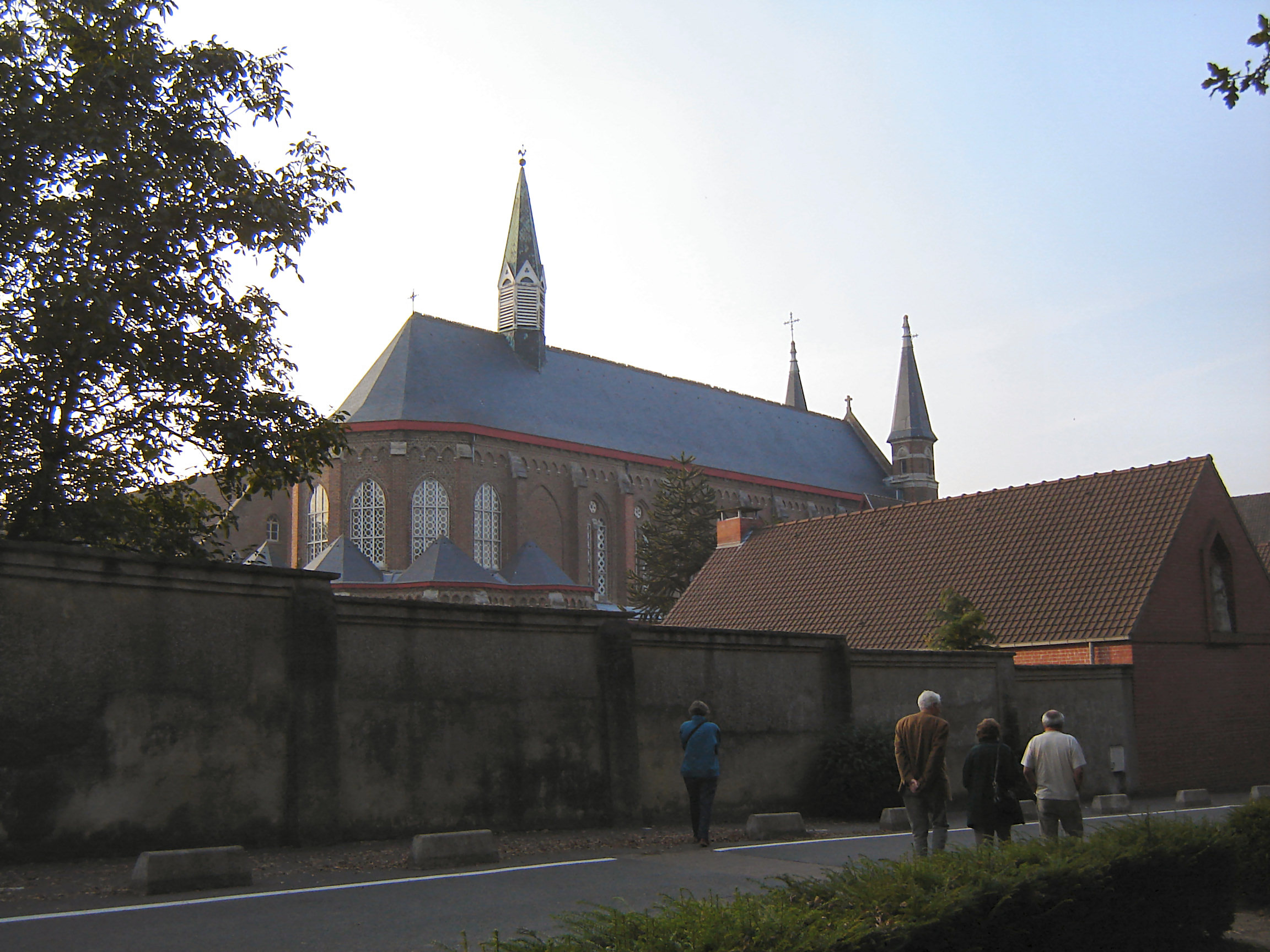
Abadía

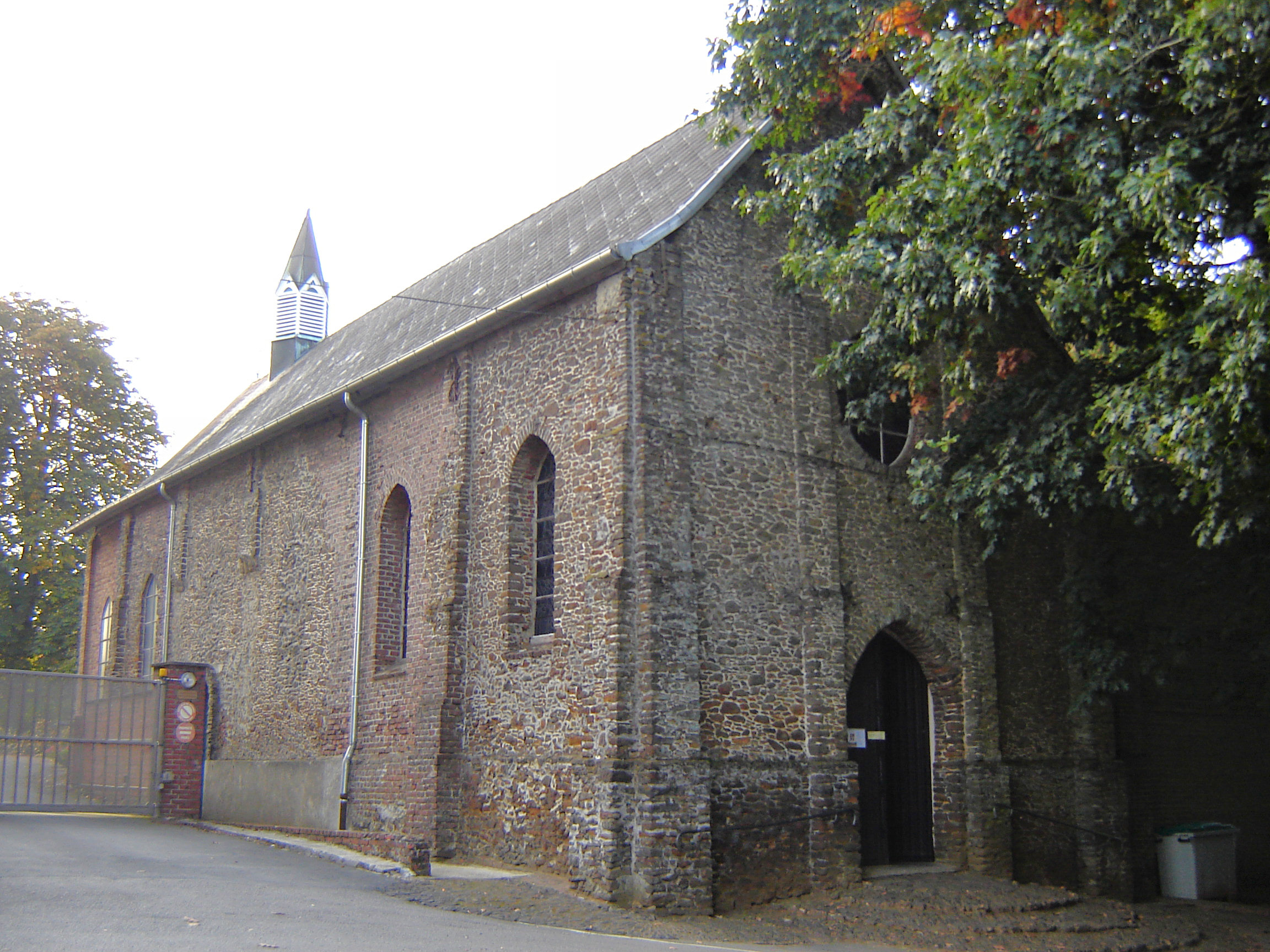
Capilla

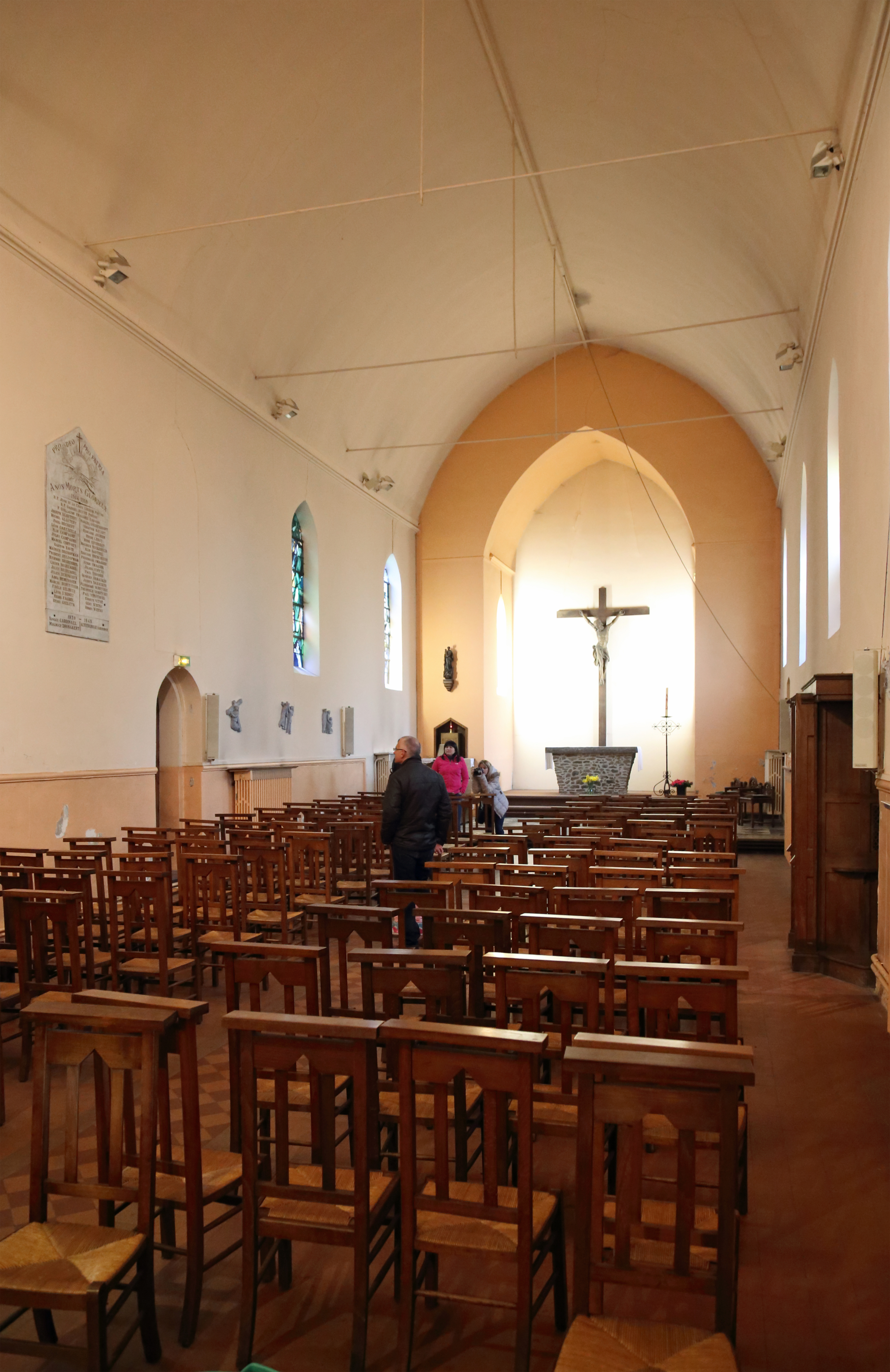
Interior de la capilla

La abadía de Mont des Cats (Abbaye du Mont des Cats) es una abadía cisterciense de monjes trapenses situada en la parte superior de Mont des Cats en la comuna de Godewaarsvelde en el Flandes francés.

## Historia
Hacia 1650 se establecieron varios monjes antoninos en el Mont des Cats flamenco, pero durante la Revolución francesa, fueron expulsados y sus monasterio destruido. En 1826 llegaron ocho monjes trapenses, enviados por la abadía du Gard, poco después, llamada abadía de Sept-Fons, estableciéndose en los edificios que quedaban en pie.
Los primeros años fueron difíciles. Los primeros dos priores siguieron uno al otro en rápida sucesión. El segundo no hablaba el flamenco. El abad de Gard envió al tercer prior Van Langendonck para llevar el timón.
En 1831 hubo un conflicto con el procurador, Dom, Nil De Hoeke. Hubo un desacuerdo con la abadía de Gard, en la distribución de la inversión financiera. Van Hoeke creía que no había nada mejor que el arbitraje y llamó al arzobispo de Cambrai, Monseñor Louis Belmas (1757-1841), que hizo uso de su autoridad sobre el monasterio. Van Langendonck no estaba de acuerdo, más aún porque el obispo bajo la revolución francesa había realizado el juramento constitucional. La comunidad se dividió en tres: algunos hermanos se quedaron en el lugar, en un acuerdo entre los trapistas del norte y el prior Van Hoeke; algunos de los hermanos regresaron a la abadía de Gard, de dónde venían; algunos de los hermanos, bajo la dirección del rector Langendonck, fundaron un nuevo monasterio en Westvleteren.
En 1847,la paz con los trapistas del norte se restauró y el priorato obtuvo la condición de abadía el 29 de diciembre de 1847.
- 1898, 20 de junio: se produce la consagración de la iglesia de la abadía.
- 1918: la iglesia y la abadía resulta dañado.
- 1940: la iglesia es fuertemente bombardeada.
- 1950: la iglesia restaurada fue consagrada por el nuncio Angelo Roncalli, el futuro papa Juan XXIII.

El monasterio contaba a comienzos del siglo XXI con más de cuarenta monjes.
La abadía de Mont des Cats siempre dependiente de otras abadías o incluso de las fundaciones: la universidad de Tilburg (1880), Frattocchie (1884), Maromby, Belval, Fille-Dieu, Watou (1901-1934); Feluy (1902-1912); Maromby (1958).

## Priores y abades
- Marie-Joseph Matton, prior (26/01/1826 - ?/01/1827)
- Bernardo Valle, prior (?/01/1827 - 09/11/1827)
- François-Marie van Langendonck, prior (09/11/1827 - junio de 1831)
- Nil de Hoeke, prior (junio de 1831 - enero de 1835)
- Désiré la carrera, prior (de enero de 1835 - ?/ ?/1836)
- Augustin Moreau, rector (?/ ?/1836 - ?/02/1838)
- Athanase Itsweire, prior (?/01/1839 - 30/06/1847)
- Dominique Lacaes, primer abad (30/06/1847 - 05/01/1883)
- Sébastien Wyart, segundo abad (30/01/1883 - 15/06/1889)
- Jérôme Padre, tercer abad (15/06/1889 - 22/01/1906)
- Bernard Richebé, cuarto abad (16/02/1906 - 01/03/1919)
- Sébastien Vandermarlière, quinto abad (23/04/1919 - 07/09/1940)
- Achille Nivesse, prior (13/09/1940 - 15/05/1945) y sexto abad (15/05/1945 - 03/12/1962)
- André Louf, séptimo abad (10/01/1963 – 14/11/1997)
- Guillaume Jedrzejczak, octavo abad (18/12/1997 - 20/08/2009)
- Jacques Delesalle, noveno abad (prior desde 19/11/2009, hasta que fue elegido abad el 11 de diciembre de 2010 y fue nombrado el 8 de enero de 2011).

## Actividades y productos

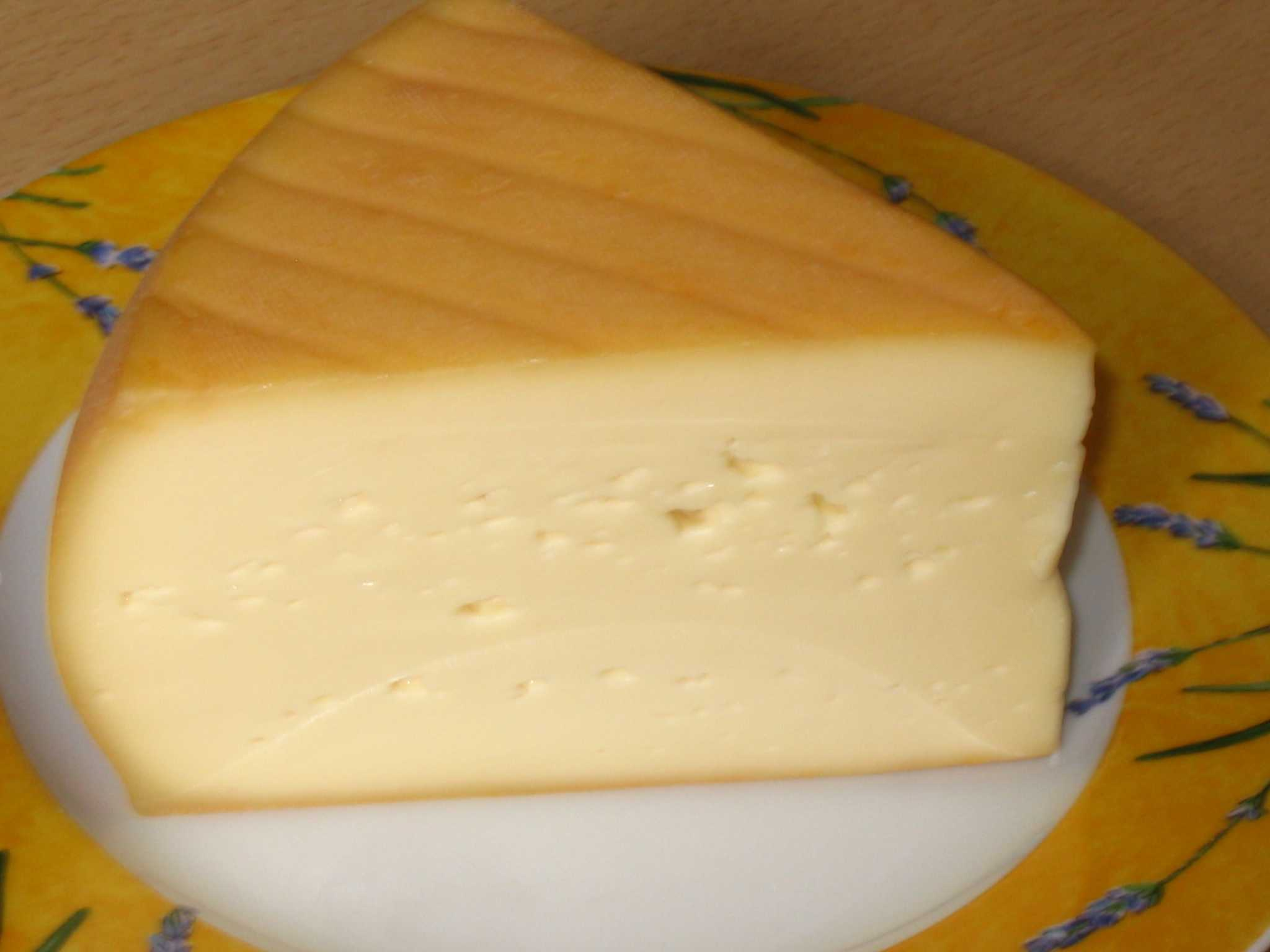
Queso Mont des Cats.

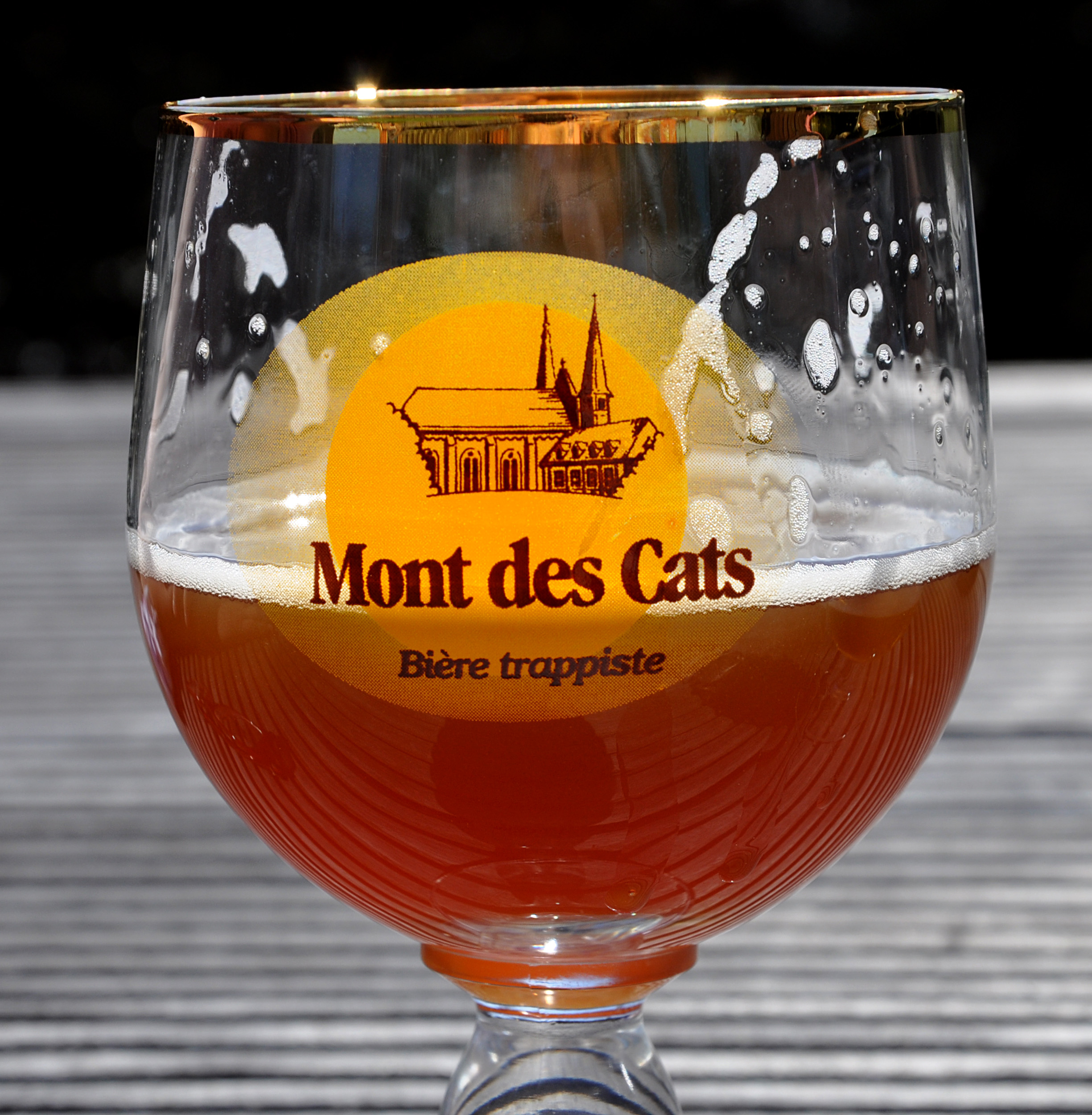
Cerveza trapense Mont des Cats en su cálice.

### Queso
La abadía produce en su pequeña quesería el Mont des Cats (también llamado: la Bourle du Mont des Cats), cuya venta sirve para sostener a la abadía. También producen un queso llamado Flamay.

### Cerveza
En 1847 se instalan en la abadía  una fragua y una fábrica de cerveza. Originalmente elaborada para el consumo personal de los monjes, como todos los trapenses, su cerveza oscura es apreciada por los visitantes, y así deciden iniciar la comercialización de la cerveza. La cervecería fue modernizada en 1896 y 1900, los 70 monjes trapenses de la abadía contaban con la ayuda de cincuenta trabajadores laicos.
Siguiendo las leyes de 1901 y 1904, una buena parte de los monjes se refugiaron en Watou en Bélgica, en una granja donde se estableció una abadía, a la que llamaron un Refugio de la catedral de Notre Dame de San Bernardo, donde se iba a reanudar su elaboración de la cerveza de la actividad y se creó la cerveza St. Bernardus.
En 1905 cesa la producción de cerveza en la abadía de Mont-des-Cats, y el monasterio y la fábrica de cerveza son totalmente destruidos por un bombardeo en abril de 1918. La fábrica de cerveza nunca fue reconstruida.
El 9 de junio de 2011, la abadía presenta el Mont-des-Cats como la primera cerveza trapense "francesa", a pesar de que su elaboración tiene lugar en la Abadía de Scourmont (Chimay). Es por este hecho que no puede llevar el sello de la Asociación Internacional Trapense.

### Ediciones de Bellefontaine
Los monjes trapenses de seis abadías se unieron en 2008 para recuperar esta casa editorial, administrada hasta entonces por la abadía de Bellefontaine, y ahora ubicada en Mont des Cats. Además de las colecciones existentes sobre espiritualidad monástica y oriental también publica desde junio de 2009, los escritos de los monjes trapenses de Tibhirine, asesinados en 1996.
- A dios por cada día, y los Otros que esperamos de Christian de Chergé, prior del monasterio de Tibhirine.
- Los adoradores en el aliento del hermano Christophe Lebreton, el más joven de los monjes asesinado a la edad de 45 años
- Hermano Christophe Lebreton, monje de Tibhrine de Marie-Dominique Minassian
- Otras cinco obras fueron publicadas en el otoño de 2009.